# Kosterswoning (Nieuwe Niedorp)
De Kosterswoning aan de Dorpsstraat 197 is een gemeentelijk monument in het Nederlandse dorp Nieuwe Niedorp. Sinds 25 mei 2021 staat het pand ingeschreven in het monumentenregister van de gemeente Hollands Kroon onder nummer 1201.

## Geschiedenis van het pand
Het woonhuis heeft hoogstwaarschijnlijk een oorsprong uit het begin van de 18e eeuw. Het exacte bouwjaar van de kosterswoning is niet bekend. In het Oud Archief Nieuwe Niedorp zijn er gegevens ontdekt over de kosterij van het dorp die teruggaan tot 1729. Rond 1850 is de gevel van de kosterswoning gerestaureerd. De aanbouw aan de achterzijde van het gebouw is van de 20e eeuw, nadat de woning werd omgebouwd tot woonhuis. De Dorpsstraat 197 deed daarvoor dienst als kosterswoning van de Nederlands Hervormde Gemeente van Nieuwe Niedorp tot 1929.

## Beschrijving van het exterieur
De woning heeft een schilddak bedekt met Hollandse dakpannen. De zijgevels zijn uit rode baksteen opgetrokken. De voorgevel is omhuld met een gecementeerd blokmotief. De voordeur is, net zoals de zesruitse schuifvensters, fraai gedecoreerd met houtwerk.